# بيكون (نيويورك)
بيكون (بالإنجليزية: Beacon, New York) هي مدينة تقع في الولايات المتحدة في مقاطعة دوتشيز. يقدر عدد سكانها بـ 15,541Living نسمة ومساحتها 12.7 كم2 وترتفع عن سطح البحر 42 متر.

## التركيبة السكانية
حدّد مكتب تعداد الولايات المتحدة بيانات التركيبة السكانية لبيكون في تعداد الولايات المتحدة. في ما يلي، التركيبة السكانية حسب تعدادي 2000 و2010.

### تعداد عام 2000
بلغ عدد سكان بيكون 13,808 نسمة بحسب تعداد عام 2000، وبلغ عدد الأسر 5,091 أسرة وعدد العائلات 3,359 عائلة مقيمة في المدينة. في حين سجلت الكثافة السكانية 1,093.3 نسمة لكل كيلومتر مربع (2,831.6/ميل2). وبلغ عدد الوحدات السكنية 5,406 وحدة بمتوسط كثافة قدره 428 لكل كيلومتر مربع (1,108.5/ميل2).
وتوزع التركيب العرقي للمدينة بنسبة 68.37% من البيض و19.65% من الأمريكيين الأفارقة و0.31% من الأمريكيين الأصليين و1.31% من الأمريكيين ذوي الأصول الآسيوية و6.92% من الأعراق الأخرى و3.44% من عرقين مختلطين أو أكثر و16.90% من الهسبانيون أو اللاتينيون من أي عرق.
بلغ عدد الأسر 5,091 أسرة كانت نسبة 38% منها لديها أطفال تحت سن الثامنة عشر تعيش معهم، وبلغت نسبة الأزواج القاطنين مع بعضهم البعض 44.6% من أصل المجموع الكلي للأسر، ونسبة 16.9% من الأسر كان لديها معيلات من الإناث دون وجود شريك، بينما كانت نسبة 4.5% من الأسر لديها معيلون من الذكور دون وجود شريكة وكانت نسبة 34% من غير العائلات. تألفت نسبة 28.6% من أصل جميع الأسر من عدة أفراد يعيشون في نفس المنزل ونسبة 10.4% كانت تتألف من شخص يعيش بمفرده يبلغ من العمر 65 عاماً أو أكثر. وبلغ متوسط حجم الأسرة المعيشية 2.61، أما متوسط حجم العائلات فبلغ 3.23.
بلغ العمر الوسطي للسكان 36.4 عاماً. وكانت نسبة 27.1% من القاطنين تحت سن الثامنة عشر، وكانت نسبة 6.8% بين الثامنة عشر والرابعة والعشرين عاماً، ونسبة 30.1% كانت واقعةً في الفئة العمرية ما بين الخامسة والعشرين والرابعة والأربعين عاماً، ونسبة 20.4% كانت ما بين الخامسة والأربعين والرابعة والستين، ونسبة 11.7% كانت ضمن فئة الخامسة والستين عاماً فما فوق. يوجد لكل 100 أنثى 91.6 ذكر، ويوجد لكل 100 أنثى في الثامنة عشر من عمرها فما فوق 87.9 ذكر.
بلغ متوسط دخل الأسرة في المدينة 45,236 دولارًا، أما متوسط دخل العائلة فبلغ 53,811 دولارًا. وكان متوسط دخل الذكور 40,949 دولارًا مقابل 29,154 دولارًا للإناث. وسجل دخل الفرد الخاص بالمدينة 20,654 دولارًا. وكانت نسبة 9.1% من العائلات ونسبة 11% من السكان تحت خط الفقر، وكان من هؤلاء نسبة 17.2% تحت سن الثامنة عشر ونسبة 6.2% في الخامسة والستين من العمر وما فوق.

### تعداد عام 2010
بلغ عدد سكان بيكون 15,541 نسمة بحسب تعداد عام 2010، وبلغ عدد الأسر 5,347 أسرة وعدد العائلات 3,302 عائلة مقيمة في المدينة. في حين سجلت الكثافة السكانية 1,230.5 نسمة لكل كيلومتر مربع (3,187.0/ميل2). وبلغ عدد الوحدات السكنية 5,715 وحدة بمتوسط كثافة قدره 452.5 لكل كيلومتر مربع (1,172.0/ميل2).
وتوزع التركيب العرقي للمدينة بنسبة 63.62% من البيض و23.24% من الأمريكيين الأفارقة و0.35% من الأمريكيين الأصليين و1.63% من الأمريكيين ذوي الأصول الآسيوية و6.69% من الأعراق الأخرى و4.48% من عرقين مختلطين أو أكثر و20.71% من الهسبانيون أو اللاتينيون من أي عرق.
بلغ عدد الأسر 5,347 أسرة كانت نسبة 32.2% منها لديها أطفال تحت سن الثامنة عشر تعيش معهم، وبلغت نسبة الأزواج القاطنين مع بعضهم البعض 40.5% من أصل المجموع الكلي للأسر، ونسبة 16.3% من الأسر كان لديها معيلات من الإناث دون وجود شريك، بينما كانت نسبة 4.9% من الأسر لديها معيلون من الذكور دون وجود شريكة وكانت نسبة 38.2% من غير العائلات. تألفت نسبة 31.1% من أصل جميع الأسر من عدة أفراد يعيشون في نفس المنزل ونسبة 10.1% كانت تتألف من شخص يعيش بمفرده يبلغ من العمر 65 عاماً أو أكثر. وبلغ متوسط حجم الأسرة المعيشية 2.47، أما متوسط حجم العائلات فبلغ 3.13.
بلغ العمر الوسطي للسكان 39.8 عاماً. وكانت نسبة 20% من القاطنين تحت سن الثامنة عشر، وكانت نسبة 8.5% بين الثامنة عشر والرابعة والعشرين عاماً، ونسبة 30.2% كانت واقعةً في الفئة العمرية ما بين الخامسة والعشرين والرابعة والأربعين عاماً، ونسبة 29.5% كانت ما بين الخامسة والأربعين والرابعة والستين، ونسبة 11.7% كانت ضمن فئة الخامسة والستين عاماً فما فوق. وتوزع التركيب الجنسي للسكان بنسبة 53.2% ذكور و46.8% إناث.

## أعلام
- جاكوب إل. مورينو
- ليو بيكلاند
- فرانسيس فورد سيمور
- جيمس فورستال
- روبرت مونتغمري